# (100339) 1995 SP40
(100339) 1995 SP40 es un asteroide perteneciente al cinturón de asteroides, descubierto el 25 de septiembre de 1995 por el equipo del Spacewatch desde el Observatorio Nacional de Kitt Peak, Arizona, Estados Unidos.

## Designación y nombre
Designado provisionalmente como 1995 SP40.

## Características orbitales
1995 SP40 está situado a una distancia media del Sol de 3,137 ua, pudiendo alejarse hasta 3,366 ua y acercarse hasta 2,908 ua. Su excentricidad es 0,073 y la inclinación orbital 3,353 grados. Emplea 2029 días en completar una órbita alrededor del Sol.

## Características físicas
La magnitud absoluta de 1995 SP40 es 15. Tiene 6,908 km de diámetro y su albedo se estima en 0,041.